# Neper
Neper (Np) er en enhed, der udtrykker spændings- og strømforhold som forstærkning og dæmpning inden for telekommunikation. En neper er opkaldt efter logaritmens opfinder, John Napier. 

En neper er et logaritmisk forholdstal ligesom en bel, og forskellen ligger i at bel har udgangspunkt i 10-talslogaritmen, mens neper udspringer fra den naturlige logaritme, der har grundtallet e (=2.71828182846...).
Værdien i neper beregnes ud fra formlerne
{\displaystyle Np=ln{\frac {U_{2}}{U_{1}}}}
{\displaystyle Np=ln{\frac {I_{2}}{I_{1}}}}
hvor ln er den naturlige logaritme, U er spænding og I strøm.
Neper benyttes oftest til spænding og strøm, mens effektforhold mest beskrives med decibel. Holder vi os til spænding og strøm har vi at
- 1 neper (Np) = 8,686 dB,
- 2 gange (ca 6 dB)= 0,693 Np
- 10 gange (20 dB) = 2,303 Np

Ligesom decibel er neper en dimensionsløs størrelse, og begge enheder anvendes indenfor beregninger på telefonlinjer.